# Santa Magdalena (Sorsogon)
Santa Magdalena è una municipalità di quinta classe delle Filippine, situata nella Provincia di Sorsogon, nella regione di Bicol.
Santa Magdalena è formata da 14 baranggay:
- Barangay Poblacion I
- Barangay Poblacion II
- Barangay Poblacion III
- Barangay Poblacion IV
- La Esperanza
- Peñafrancia
- Salvacion
- San Antonio
- San Bartolome (Talaongan)
- San Eugenio
- San Isidro
- San Rafael
- San Roque
- San Sebastian